# Доронінське
Доро́нінське (рос. Доронинское) — село у складі Ульотівського району Забайкальського краю, Росія. Адміністративний центр Доронінського сільського поселення.

## Населення
Населення — 796 осіб (2010; 944 у 2002).
Національний склад (станом на 2002 рік):
- росіяни — 98 %